# تنظير الرحم

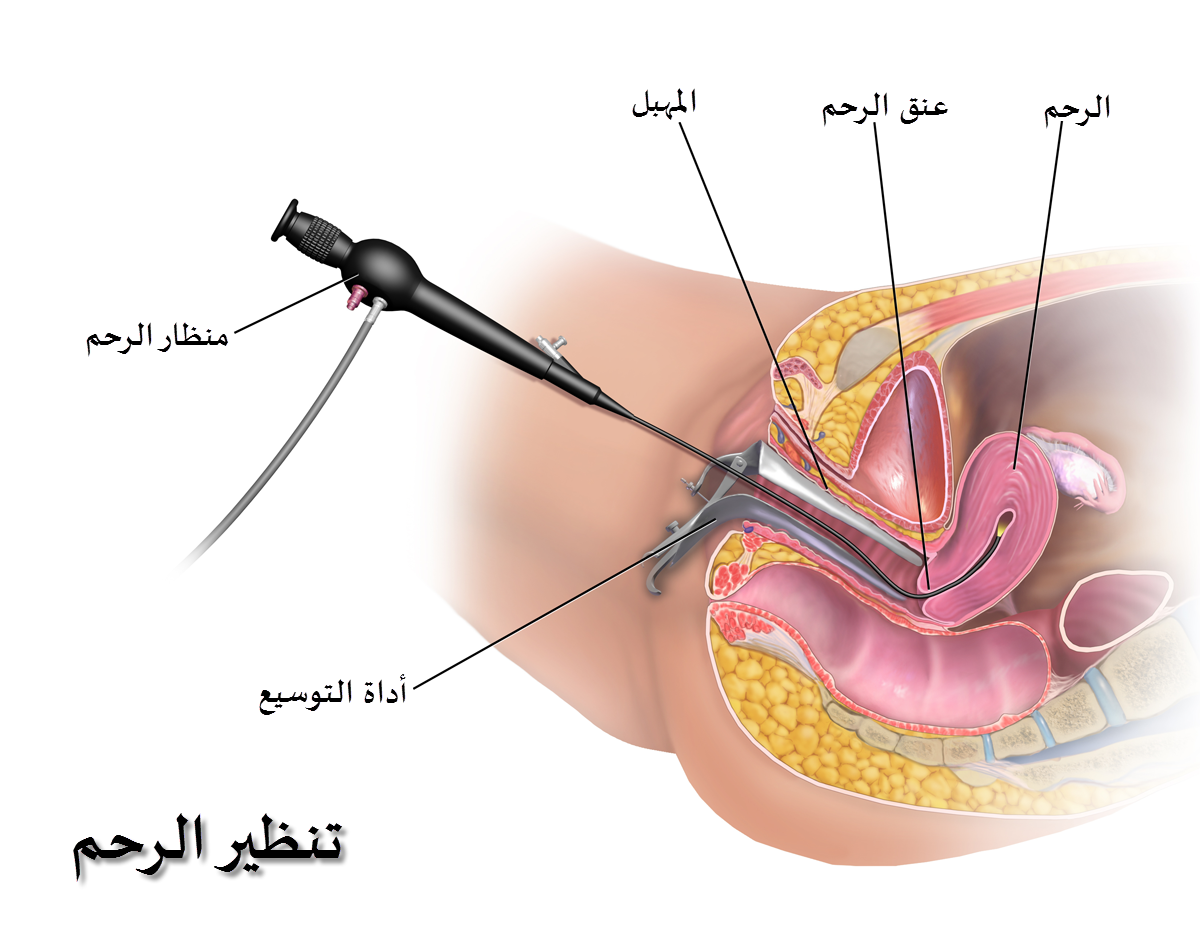
رسم توضيحي لعملية تنظير الرحم

تنظير الرحم أو منظار الرحم (بالإنجليزية: Hysteroscopy)‏ هو استخدام المناظير الطبية في بعض الأغراض التشخيصية الخاصة بالرحم وذلك عن طريق إدخال المنظار الطبي من المهبل وصولًا إلى الرحم، ويحتوي منظار الرحم على عدسات مثل التلسكوب أو المجهر. هذه العدسات تتيح للطبيب فحص السطح الداخلي للمهبل والرحم. وتُزود بعض مناظير الرحم بمعدات خاصة تسمح للطبيب بإجراء تدخلات طبية بسيطة كأخذ عينة أو استئصال ورم من جدار الرحم أو علاج بعض الأمراض التي تصيب بطانة الرحم وفي هذه الحالة فإنه يسمى منظار الرحم الجراحي. وتختلف العمليات التي تجرى باستخدام تنظير الرحم عن طريق المهبل عن العمليات التي تجرى باستخدام التنظير بالأسلوب التقليدي بفتح جدار البطن بأن آلام ما بعد الإجراء أقلً ومدة البقاء في المستشفى أقصر، بالإضافة إلى الناحية التجميلية والقدرة على العودة للنشاطات الطبيعية خلال عدة أيام أو خلال أسبوعين على أبعد الاحتمالات بعد إجراء العملية .
وقد تم تطوير تنظيم الرحم الجراحي في سبعينات القرن العشرين بعد اختراع منظار المثانة ومحاولات تعديله لتشكيل منظار يناسب استخدام أطباء أمراض النساء والتوليد.

## المعدات والتقنيات
يوجد نوعان رئيسيان من تنظير الرحم، المنظار المرن والمنظار الجامد وذلك تبعًا لاختلافها في المرونة. وتشير العديد من المريضات أن المنظار الجامد يسبب ألمًا أشد من الألم الناتج عن المنظار المرن، بينما يؤكد الأطباء أن المنظار الجامد يتيح رؤية أوضح وفحص أدق.
ونظرًا لكون تجويف الرحم يعد مساحة متناهية الصغر ويصعب فحصها بدقة، فإنه يتم خلال إجراء التنظير ضخ كميات من الغاز أو السوائل داخل الرحم للسماح بتمدده وفحصه تفصيليًا. ويستخدم لها الغرض غاز ثاني أكسيد الكربون لعدم قدرته على الاشتعال، وسهولة ذوبانه في تيار الدم وبالتالي يسهل على الجسم التخصل منه بعد انتهاء التنظير، كما أنه يتيح رؤية واضحة للطبيب الذي يقوم بالتنظير. ولاستخدام السوائل العديد من المميزات التي تعلو على مميزات استخدام الغازات. فاستخدام السوائل يعمل على غسل الرحم من الداخل والتخلص من أي دم نازف أو أنسجة تالفة. وتنقسم السوائل المستخدمة في هذه الحالة إلى نوعين رئيسيين، يتم الاختيار ما بين النوعين حسب الحالة الطبية للمريضة، وهما :
- السوائل المحتوية على أيونات حرة وبالتالي تكون موصلة للتيار الكهربي وذات كثاقة منخفضة. ومنها المحلول الملحي (normal saline) و محلول رينغر اللاكتاتي (Lactated Ringer's solution).
- سوائل غير محتوية على أيونات حرة. وهي محاليل ذات كثافة منخفضة وغير موصلة للكهرباء، ومنها :
  - كمحلول 1.5% غليسين والذي يتم تحويله إلى مادة الأمونيا داخل الجسم ولذلك يحظر استخدامه في حالات المريضات المصابات بأمراض الكبد
  - محلول 3% سوربيتول والذي يحظر استخدامه في حالات المريضات المصابات باختلال تحمل الجلوكوز
  - محلول 5% مانيتول والذي يعد أكثر المحاليل الغير محتوية على أيونات حرة أمانًا.
  - محلول 5% جلوكوز.

وفي دراسة أُجريت على عدد من السيدات اللاتي خضعن لتنظير الرحم، أشارت السيدات إلى عدم وجود فرق واضح في شدة الألم التي يتم اختبارها أثناء وبعد إجراء التنظير الرحمي في حالتي استخدام المحلول الملحي وغاز ثاني أكسيد الكربون كوسط موسع للرحم.

## الدواعي الطبية
يسمح منظار الرحم للطبيب برؤية السطح الداخلي للمهبل وعنق الرحم والرحم بدقة، وبذلك يمكن تشخيص ومعرفة سبب العديد من الحالات الطبية ومنها:
- حالات نزيف الرحم قبل وبعد سن اليأس
- إزالة أي جسم غريب داخل الرحم كبواقي جنين تم إجهاضه، أو جهاز اللولب المستخدم في منع الحمل
- تشخيص حالات تشوه الرحم والجهاز التناسلي
- التأكد من نتائج بعض الفحوصات السابقة كالتصوير بالموجات فوق الصوتية، أو تصوير الجهاز التناسلي باستخدام صبغات طبية خاصة.

## الخطوات

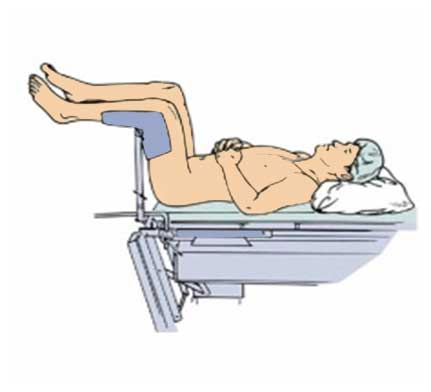
وضع الاستلقاء على الظهر ومباعدة الساقين اللازم اتخاذه من قِبل المريضة في حالة إجراء تنظير الرحم.

على المريضة أن تمتنع عن الأكل والشرب لفترة 6-8 ساعات قبل الإجراء. كما أن عليها مراجعة طبيبها المتخصص إن كانت تعاني من أي نوع من أنواع الحساسية أو تتعاطى أية أدوية وخصوصًا الأدوية المسببة لزيادة سيولة الدم. كما يجب أن تقوم المريضة بالتخلص من الشعر الزائد في منطقة العجان قبل الإجراء بيوم. وقد يقوم الطبيب بوصف بعض المضادات الحيوية للمريضة قبل وبعد عملية التنظير .
يمكن إجراء تنظير الرحم في عيادة الطبيب أو في العيادات الخارجية أو في غرفة العمليات ويعتمد ذلك على أعراض المريضة. يقوم الطبيب بفحص موقع الرحم مستخدمًا يديه (bimanual examination) قبل البدء في إجراء التنظير. تخلع المريضة ملابسها وتستلقي على طاولة الفحص مباعدًة ساقيها. يتم تعقيم المنطقة حول المهبل ويقوم الطبيب بإدخال المنظار عبره ويبدأ بفحص عنق الرحم وبطانة الرحم من خلال الكاميرا المزود بها طرف المنظار.
لا تحتاج المريضة للمبيت في المستشفى بعد انتهاء إجراء التنظير، ويمكنها العودة للمنزل بعد ساعة أو اثنتين.

## موانع الإجراء
يحظر إجراء تنظير الرحم في القليل من الحالات الطبية ومنها:
- وجود حمل داخل الرحم
- عدوى الجهاز التناسلي الحادة وذلك لتجنب خطر انتشار العدوى مما قد يسبب العقم المترتب على التهابات والتصاقات قناة فالوب، أو قد يؤدي إلى تسمم الدم والوفاة.
- وجود أورام سرطانية بعنق الرحم أو المهبل، وذلك لتجنب خطر انتشار الخلايا السرطانية وانزراعها في أماكن جديدة من الجهاز التناسلي.

## المضاعفات
يعتبر تنظير الرحم إجراءًا طبيًا آمنًا تنتج عنه مضاعفات في حالات نادرة وبنسبة تصل إلى 0.28% من إجمالي عدد حالات التنظير الرحمي ومنها:
- انثقاب الرحم وهو أكثر المضاعفات من حيث نسبة الحدوث
- تمزق عنق الرحم
- إصابة أحد الأعضاء الداخلية
- النزيف
- اضطراب ضربات القلب
- وذمة الرئة
- تسرب بعض فقاعات الغاز المستخدم في توسيع الرحم إلى تيار الدم مما يسبب حالة انصمام هوائي
- عدوى